# Skotský parlament
Skotský parlament je autonomní jednokomorová zákonodárná instituce Skotska, která sídlí v hlavním městě Edinburghu. Má 129 poslanců, kteří jsou voleni na pětileté období. Poslední volby proběhly 6. května 2021.
Původní Skotský parlament (nebo také zemské stavy) byl zákonodárným sborem nezávislého Skotského království, který existoval od počátku 13. století až do doby, kdy se roku 1707 Skotské království, na základě zákonů přijatých parlamenty obou království, sloučilo s Anglickým královstvím a vzniklo tak Království Velké Británie. Důsledkem sloučení byl zánik obou původních parlamentů a vytvoření jednotného parlamentu Velké Británie.
Po referendu konaném roku 1997, kdy Skotové souhlasili s jeho vznikem, byl zákonem britského parlamentu z roku 1998, který definoval jeho pravomoci, ustanoven Skotský parlament. Zákon decentralizoval určité oblasti zákonodárné moci tím, že specifikoval pravomoci, které zůstaly v náplni britského parlamentu a ostatní oblasti tak automaticky náleží do správy Skotského parlamentu. Britský parlament si stále zachoval právo omezit nebo rozšířit pravomoci Skotského parlamentu.

## Historie
Po sloučení skotského a anglického království bylo Skotsko přímo řízeno britským parlamentem. Myšlenka na vznik autonomního parlamentu se objevila na počátku 20. století, ale její případnou realizaci přerušila první světová válka. Prudký nárůst nacionalismu na konci 60. let 20. století vyvolal požadavky na decentralizaci nebo plnou nezávislost. Roku 1969 byla vytvořena královská komise, pro zkoumání této záležitosti a její závěry zveřejněné roku 1973 doporučily vznik národního shromáždění Skotska, kterému by byly předány určité pravomoci v rámci unitární Velké Británie.
Objev ropných nalezišť využila Skotská národní strana ke kampani, která zvýšila podporu nezávislosti země. Britský parlament roku 1978 přijal zákon, na jehož základě mělo být vytvořeno skotské národní shromáždění, pokud by se pro tento záměr vyslovila v referendu většina oprávněných voličů. Referendum konané 1. března 1979 skončilo neúspěchem pro zastánce autonomního zákonodárného sboru.
Vznik decentralizované správy pro Skotsko se stalo součástí programu Labouristické strany, která zvítězila ve volbách roku 1997. V září se konalo opakované referendum, které skončilo vítězstvím zastánců autonomie. První volby do parlamentu se konaly 6. května a 1. července 1999 byly této instituci předány příslušné pravomoci.

## Pravomoci
Pravomoci a roli Skotského parlamentu definoval zákon přijatý Britským parlamentem roku 1998. Britský parlament si stále uchoval svrchovanou pozici jako zákonodárný sbor v rámci Velké Británie, nicméně na základě zmiňovaného zákona souhlasil s předáním jistých pravomocí v oblasti vnitřní politiky Skotska na skotskou sněmovnu. Mezi oblasti spravované Skotským parlamentem patří například vzdělání, zdravotnictví, zemědělství, rybářství, ekonomická podpora rozvoje oblastí, ochrana životního prostředí, požární ochrana, policie, místní samospráva, sport, kultura, doprava a turistika. V těchto decentralizovaných sektorech může Skotský parlament vydávat zákony. Může také provádět částečné korekce daně z příjmu a volat k zodpovědnosti skotskou vládu.
Vyhrazené oblasti, ve kterých nemůže Skotský parlament uplatňovat své pravomoci, jsou vyjmenovány ve zmiňovaném zákoně. Zahrnují mimo jiné politiku provádění interrupcí, vysílací práva, státní správu, ústavní právo, záležitosti energií, obranu země, politiku v oblasti léčiv, zaměstnanost, zahraniční politiku, větší část bezpečnostních standardů v dopravě, hazardní hry, ochranu hranic, sociální zabezpečení a stabilitu fiskálního, ekonomického a měnového systému.

## Volby
Podle zákona se řádné volby do Skotského parlamentu konají první čtvrtek v květnu, každý čtvrtý rok (1999, 2003 a 2007). Pokud se parlament rozpustí sám, a to minimálně dvoutřetinovou většinou, nebo není schopen zvolit premiéra do 28 dní po volbách, stanoví jeho předseda nový termín mimořádných voleb.
Volební systém do sněmovny je smíšený. Ze 129 poslanců je 73 voleno jako zástupci jednotlivých volebních obvodů, které mají přibližně stejný počet obyvatel. Zvítězí kandidát s největším počtem hlasů v jednotlivém volebním obvodu. Ostatních 56 poslanců je voleno na základě stranického klíče. Každý volič má i druhý hlas, který nepřiděluje jednotlivým kandidátům, ale volí jím politickou stranu. Tito poslanci jsou voleni v rámci osmi volebních regionů, které sestávají z několika volebních obvodů pro volby jednotlivých kandidátů.
Politické strany nebo strana, která má ve sněmovně většinu sestavuje skotskou vládu. Na rozdíl od mnoha jiných parlamentárních systémů, skotský volí premiéra z kandidátů, kteří se na tuto funkci přihlásí. Na tuto pozici se může přihlásit kterýkoli člen a volby se konají za účasti všech poslanců. Běžně se ale stává premiérem předseda nejsilnější strany.

## Galerie

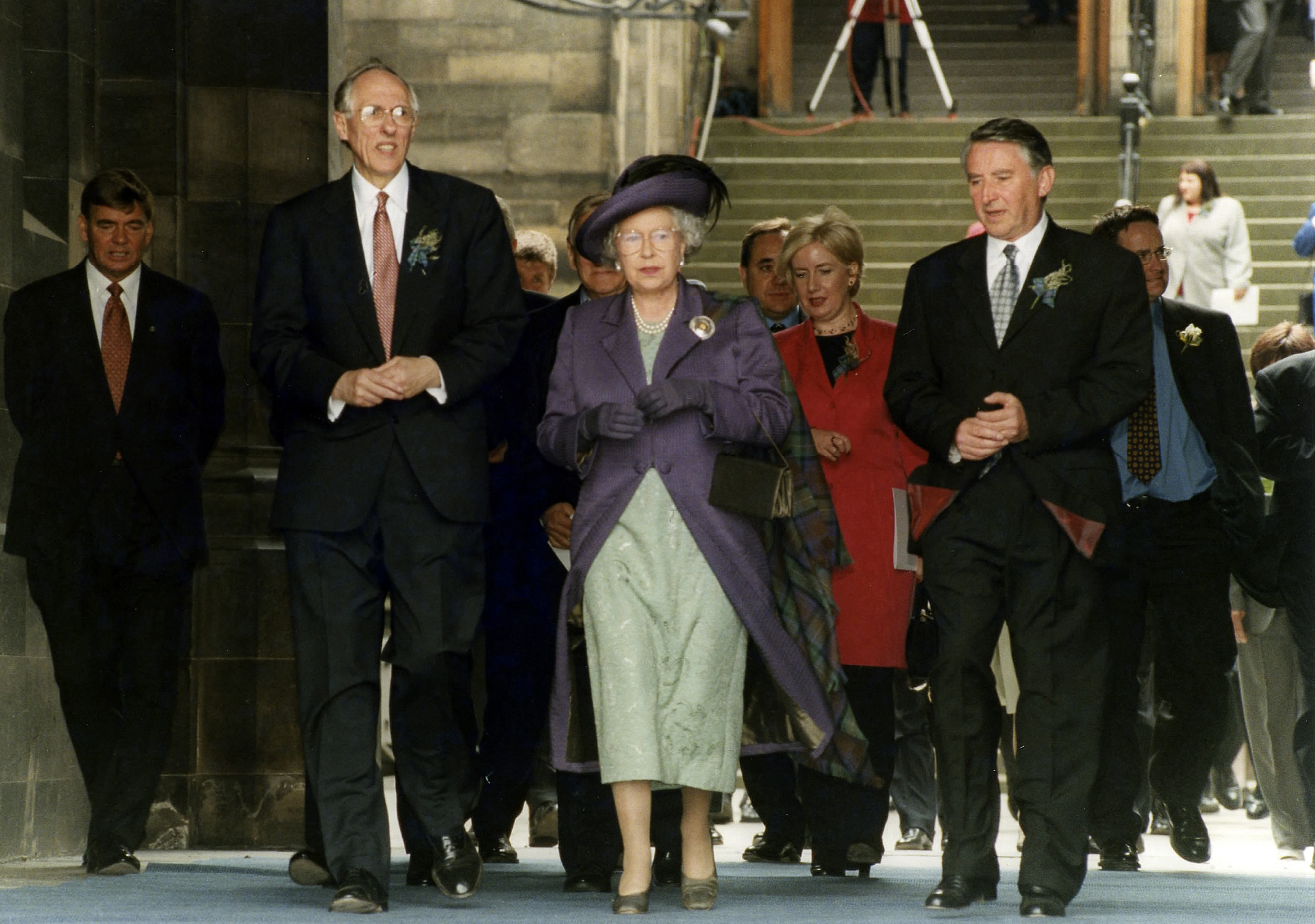
Královna Alžběta II. na slavnostním otevření skotského parlamentu
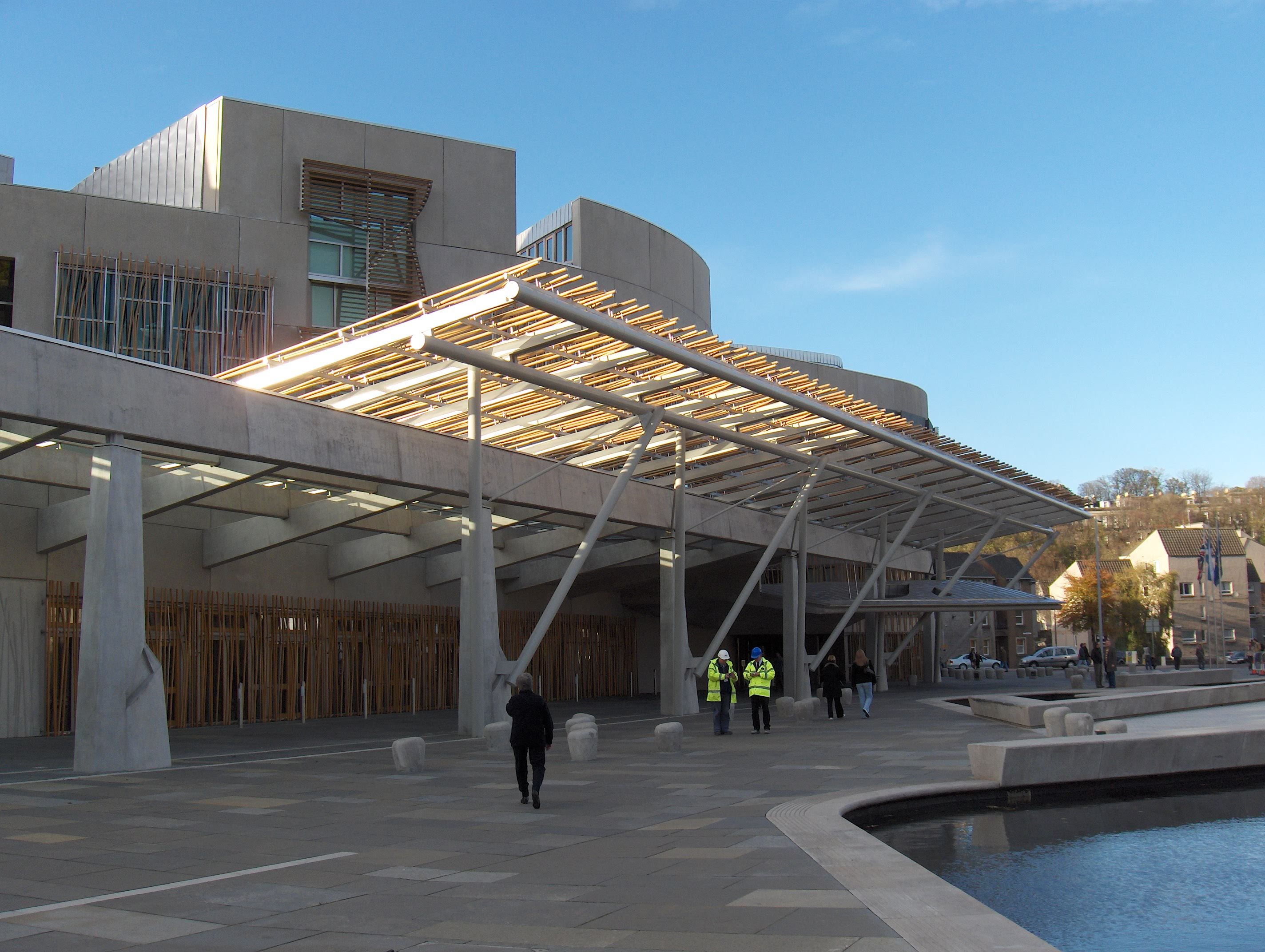
Vstup do budovy Skotského parlamentu
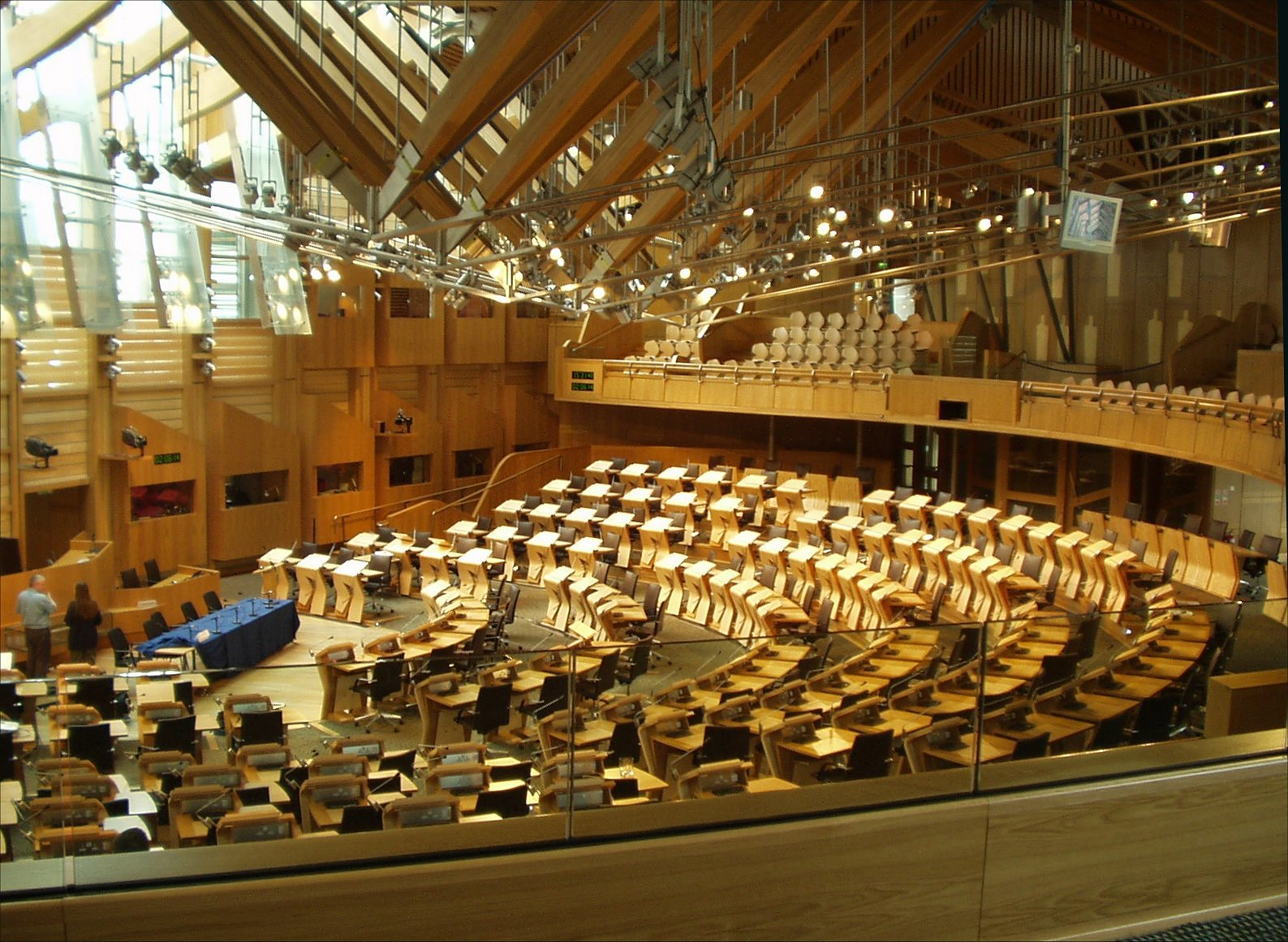
Jednací místnost Skotského parlamentu